# Vänersborgs tingsrätt

Vänersborgs tingsrätt är en tingsrätt i Sverige med säte i Vänersborg. Tingsrättens domkrets omfattar kommunerna Färgelanda, Mellerud, Vänersborg, Bengtsfors, Dals-Ed, Åmål, Lilla Edet och Trollhättan. Tingsrätten med dess domkrets ingår i domkretsen för Hovrätten för Västra Sverige.
Vänersborgs tingsrätt är även en mark- och miljödomstol.

## Administrativ historik
Vid tingsrättsreformen 1971 bildades denna tingsrätt i Vänersborg från Vänersborgs domsaga och häradsrätten för Vänersborgs domsagas tingslag. Domkretsen bildades av huvuddelen av detta tingslag samt en mindre del ur Flundre, Väne och Bjärke tingslag. 1971 omfattade domsagan kommunerna Färgelanda, Mellerud och Vänersborg. Tingsplatser var Vänersborg, Tångelanda (till 1977) och Mellerud (till 1995).
Tingsrätten utökades 1 maj 1999 då Åmåls tingsrätt upplöstes och Vänersborgs domsaga tillfördes områdena Bengtsfors kommun, Dals-Eds kommun och Åmåls kommun.
Tingsrätten utökades 4 oktober 2004 då Trollhättans tingsrätt upplöstes och Vänersborgs domsaga tillfördes områdena Trollhättans kommun och Lilla Edets kommun.

## Lagmän
- 1971–1973: Curt Wilhelm Mellander
- 1974–1992: Carl Olof Arvid Börjesson
- 1992–1999: Ivan Odhammar
- 1999–2006: Måns Uddenberg
- 2006–2013: Gunnar Krantz
- 2013–2019: Stefan Nilsson
- 2019–: Niclas Johannisson